# Coupe d'Allemagne de football 2012-2013
Navigation
Édition précédente Édition suivante
La Coupe d'Allemagne de football 2012-2013 est la 70e édition de la Coupe d'Allemagne de football (DFB-Pokal) dont le tenant du titre est le Borussia Dortmund.
Le vainqueur reçoit une place pour la phase de groupes de la Ligue Europa 2013-2014, dans la mesure où il n'est pas qualifié pour la Ligue des champions par l'intermédiaire des 3 premières places du championnat. Dans ce cas, la place reviendrait au finaliste perdant, et si le cas se répète, elle reviendrait au championnat.
La finale a eu lieu comme chaque année depuis 1985 à l'Olympiastadion Berlin.
Le Bayern Munich l'emporte 3 buts à 2 face au VFB Stuttgart et devient ainsi le premier club allemand à réaliser le triplé (championnat, ligue des champions et coupe d'Allemagne).

## Clubs participants
Les soixante-quatre participants sont présents en fonction de différents critères :
| Bundesliga les 18 clubs de la saison 2011-2012 | 2. Bundesliga les 18 clubs de la saison 2011-2012 | 3. Liga le top 4 de la saison 2011-2012 |
| --- | --- | --- |
| - FC Augsburg - SV Werder Bremen - Borussia Dortmund - SC Freiburg - Hamburger SV - Hannover 96 - Hertha BSC - TSG 1899 Hoffenheim - 1. FC Kaiserslautern - 1. FC Köln - Bayer 04 Leverkusen - 1. FSV Mainz 05 - Borussia Mönchengladbach - FC Bayern Munich - 1. FC Nürnberg - FC Schalke 04 - VfB Stuttgart - VfL Wolfsburg | - Alemannia Aachen - FC Erzgebirge Aue - 1. FC Union Berlin - VfL Bochum - Eintracht Braunschweig - FC Energie Cottbus - Dynamo Dresden - MSV Duisburg - Fortuna Düsseldorf - Eintracht Frankfurt - FSV Frankfurt - SpVgg Greuther Fürth - FC Ingolstadt 04 - Karlsruher SC - TSV 1860 Munich - SC Paderborn 07 - FC Hansa Rostock - FC St. Pauli | - VfR Aalen - 1. FC Heidenheim 1846 - SSV Jahn Regensburg - SV Sandhausen |
| Gagnants des coupes régionales | | |
| - Baden FC Nöttingen - Bayern SpVgg Unterhaching SV Wacker Burghausen - Berlin Berliner AK 07 - Brandenburg SV Falkensee-Finkenkrug - Bremen FC Oberneuland - Hamburg SC Victoria Hamburg - Hessen Kickers Offenbach | - Niederrhein Rot-Weiss Essen - Niedersachsen TSV Havelse (CW) SV Wilhelmshaven - Mecklenburg-Vorpommern FC Schönberg 95 - Mittelrhein FC Hennef 05 - Rheinland SV Roßbach/Wied - Saarland 1. FC Saarbrücken - Sachsen Chemnitzer FC | - Sachsen-Anhalt Hallescher FC - Schleswig-Holstein VfB Lübeck - Südbaden Offenburger FV - Südwest Wormatia Worms - Thüringen FC Carl Zeiss Jena - Westfalen Arminia Bielefeld SC Preußen Münster - Württemberg SG Sonnenhof Großaspach |

1. ↑  Le Dynamo Dresden était initialement banni de la compétition en raison d'incidents impliquant ses supporters pendant et après le second tour de la DFB-Pokal 2011-2012. Le verdict est par la suite atténué, et le club n'est pénalisé que d'un match à domicile à huis clos, un match à l'éxtérieur sans ses supporters, et une amende de 100 000 €[1].
2. ↑  Les fédérations régionales avec le plus grand nombre d'équipes envoient chacune deux représentants (Bavière, Basse-Saxe et Westphalie). Les autres ligues envoient les équipes ayant remporté leurs coupes régionales respectives.

## Calendrier
| Tour | Nom              | Dates retenues       |
| 1    | 1er tour         | 17-20 août 2012      |
| 2    | 2e tour          | 30-31 octobre 2012   |
| 3    | 3e tour          | 18-19 décembre 2012  |
| 4    | Quarts de finale | 26-27 février 2013   |
| 5    | Demi-finales     | 16-17 avril 2013     |
| 6    | Finale           | samedi 1er juin 2013 |

## Premier tour
Les résultats du premier tour
| Date           | Domicile                | Extérieur                | Score        |
| -------------- | ----------------------- | ------------------------ | ------------ |
| 17 - 08 - 2012 | SG Sonnenhof Großaspach | FSV Francfort            | 1 - 2        |
| 17 - 08 - 2012 | VfB Lübeck              | Eintracht Brunswick      | 0 - 3        |
| 17 - 08 - 2012 | SV Wilhelmshaven        | FC Augsbourg             | 0 - 2        |
| 18 - 08 - 2012 | Aix - La Chapelle       | Borussia Mönchengladbach | 0 - 2        |
| 18 - 08 - 2012 | FC Carl Zeiss Jena      | Bayer Leverkusen         | 0 - 4        |
| 18 - 08 - 2012 | Berliner AK 07          | 1899 Hoffenheim          | 4 - 0        |
| 18 - 08 - 2012 | Offenburger FV          | FC St. Pauli             | 0 - 3        |
| 18 - 08 - 2012 | Hallescher FC           | MSV Duisbourg            | 0 - 1        |
| 18 - 08 - 2012 | FC Oberneuland          | Borussia Dortmund        | 0 - 3        |
| 18 - 08 - 2012 | SC Victoria Hamburg     | SC Fribourg              | 1 - 2        |
| 18 - 08 - 2012 | SpVgg Unterhaching      | 1. FC Cologne            | 1 - 2        |
| 18 - 08 - 2012 | SV Falkensee-Finkenkrug | VfB Stuttgart            | 0 - 5        |
| 18 - 08 - 2012 | 1. FC Heidenheim        | VfL Bochum               | 0 - 2        |
| 18 - 08 - 2012 | Kickers Offenbach       | SpVgg Greuther Fürth     | 2 - 0        |
| 18 - 08 - 2012 | FC Schönberg 95         | VfL Wolfsbourg           | 0 - 5        |
| 19 - 08 - 2012 | FC Hennef 05            | TSV 1860 Munich          | 0 - 6        |
| 19 - 08 - 2012 | TSV Havelse             | 1. FC Nuremberg          | 3 - 2 (a.p.) |
| 19 - 08 - 2012 | FC Nöttingen            | Hanovre 96               | 1 - 6        |
| 19 - 08 - 2012 | VfR Wormatia 08 Worms   | Hertha BSC Berlin        | 2 - 1        |
| 19 - 08 - 2012 | Karlsruher SC           | Hambourg SV              | 4 - 2        |
| 19 - 08 - 2012 | Erzgebirge Aue          | Eintracht Francfort      | 3 - 0        |
| 19 - 08 - 2012 | Preußen Münster         | Werder Brême             | 4 - 2 (a.p.) |
| 19 - 08 - 2012 | Arminia Bielefeld       | SC Paderborn 07          | 3 - 1        |
| 19 - 08 - 2012 | 1. FC Saarbrücken       | FC Schalke 04            | 0 - 5        |
| 19 - 08 - 2012 | VfR Aalen               | FC Ingolstadt            | 3 - 0        |
| 19 - 08 - 2012 | SV Wacker Burghausen    | Fortuna Düsseldorf       | 0 - 1        |
| 19 - 08 - 2012 | Hansa Rostock           | 1. FC Kaiserslautern     | 1 - 3        |
| 19 - 08 - 2012 | SV Roßbach/Verscheid    | 1. FSV Mayence 05        | 0 - 4        |
| 20 - 08 - 2012 | Chemnitzer FC           | Dynamo Dresden           | 0 - 3        |
| 20 - 08 - 2012 | SV Sandhausen           | Energie Cottbus          | 3 - 0        |
| 20 - 08 - 2012 | Rot-Weiss Essen         | 1. FC Union Berlin       | 0 - 1 (a.p.) |
| 20 - 08 - 2012 | Jahn Regensburg         | Bayern Munich            | 0 - 4        |

## Deuxième tour
Les résultats du deuxième tour
| Date           | Domicile              | Extérieur                | score                       |
| -------------- | --------------------- | ------------------------ | --------------------------- |
| 30 - 10 - 2012 | Berliner AK 07        | TSV 1860 Munich          | 0 - 3                       |
| 30 - 10 - 2012 | VfR Wormatia 08 Worms | 1. FC Cologne            | 0 - 0 (a.p.) (t.a.b 3 - 4)  |
| 30 - 10 - 2012 | Preußen Münster       | FC Augsbourg             | 0 - 1                       |
| 30 - 10 - 2012 | Eintracht Brunswick   | SC Fribourg              | 0 - 2                       |
| 30 - 10 - 2012 | TSV Havelse           | VfL Bochum               | 1 - 3                       |
| 30 - 10 - 2012 | FC Schalke 04         | SV Sandhausen            | 3 - 0                       |
| 30 - 10 - 2012 | VfR Aalen             | Borussia Dortmund        | 1 - 4                       |
| 30 - 10 - 2012 | 1. FSV Mayence 05     | Erzgebirge Aue           | 2 - 0                       |
| 31 - 10 - 2012 | Arminia Bielefeld     | Bayer Leverkusen         | 2 - 3 (a.p.)                |
| 31 - 10 - 2012 | Kickers Offenbach     | 1. FC Union Berlin       | 2 - 0                       |
| 31 - 10 - 2012 | VfB Stuttgart         | FC St. Pauli             | 3 - 0                       |
| 31 - 10 - 2012 | Karlsruher SC         | MSV Duisbourg            | 1 - 0                       |
| 31 - 10 - 2012 | Hanovre 96            | Dynamo Dresden           | 1 - 1 (a.p.) (t.a.b. 4 - 3) |
| 31 - 10 - 2012 | Bayern Munich         | 1. FC Kaiserslautern     | 4 - 0                       |
| 31 - 10 - 2012 | Fortuna Düsseldorf    | Borussia Mönchengladbach | 1 - 0 (a.p.)                |
| 31 - 10 - 2012 | VfL Wolfsbourg        | FSV Francfort            | 2 - 0                       |

## 1/8 de finale
| Locaux            | Score | Visiteurs           |
| ----------------- | ----- | ------------------- |
| FC Schalke 04     | 1-2   | 1. FSV Mayence 05   |
| Karlsruher SC     | 0-1   | SC Fribourg         |
| Kickers Offenbach | 2-0   | Fortuna Düsseldorf  |
| FC Augsburg       | 0-2   | Bayern Munich       |
| VfL Wolfsburg     | 2-1   | Bayer 04 Leverkusen |
| VfL Bochum        | 3-0   | TSV 1860 München    |
| VfB Stuttgart     | 2-1   | 1. FC Köln          |
| Borussia Dortmund | 5-1   | Hanovre 96          |

## 1/4 de finale
| Locaux            | Score | \| Visiteurs      |
| ----------------- | ----- | ----------------- |
| VfB Stuttgart     | 2-0   | VfL Bochum        |
| Kickers Offenbach | 1-2   | VfL Wolfsburg     |
| 1. FSV Mayence 05 | 2-3   | SC Fribourg       |
| Bayern Munich     | 1-0   | Borussia Dortmund |

## 1/2 finale
| Locaux        | Score | Visiteurs     |
| ------------- | ----- | ------------- |
| Bayern Munich | 6-1   | VfL Wolfsburg |
| VfB Stuttgart | 2-1   | SC Fribourg   |

## Finale
La finale se joue le samedi 1er juin 2013, sur le terrain du stade olympique de Berlin (Olympiastadion Berlin).
| Finale                   | Bayern Munich | 3 - 2   | VfB Stuttgart | Stade olympique de Berlin                     |                                               |
| Samedi 1er juin 2013 20h | Thomas Müller 37e · Mario Gómez 48e 61e | (1 - 0) | 71e 81e Martin Harnik | Spectateurs : 74 220 Arbitrage : Manuel Gräfe | Spectateurs : 74 220 Arbitrage : Manuel Gräfe |
| Samedi 1er juin 2013 20h | Manuel Neuer Philipp Lahm (capitaine) Daniel Van Buyten Jérôme Boateng David Alaba Javi Martínez Bastian Schweinsteiger Arjen Robben (83eAnatoliy Tymoshchuk) Thomas Müller Franck Ribéry (90e+1 Xherdan Shaqiri) Mario Gómez (61e Mario Mandžukić) Entraîneur : Jupp Heynckes | Équipes | Sven Ulreich Antonio Rüdiger Serdar Taşçı (capitaine) Georg Niedermeier Cristian Molinaro (67e Gōtoku Sakai) Christian Gentner Arthur Boka Martin Harnik Alexandru Maxim (61e Shinji Okazaki) Ibrahima Traoré (75e Cacau) Vedad Ibišević Entraîneur : Bruno Labbadia | Spectateurs : 74 220 Arbitrage : Manuel Gräfe | Spectateurs : 74 220 Arbitrage : Manuel Gräfe |